# Cefalocordate
Cephalochordata (din greacă κεφαλή kephalé „cap”, și χορδή khordé „coardă”) este o subîncrengătură de animale vertebrate, definită prin prezența unui notocord care rămâne pentru toată viața. și a căror reprezentanți nu au cutie craniană. Cephalochordata include aproximativ 30 de specii. Ele nu au creier propriu-zis, iar endoscheletul lor este sub formă de o coardă. Toate sunt animale acvatice, absorbind oxigenul dizolvat în apă. Aparatul circulator este lipsit de inimă. Sistemul venos este legat de sistemul arterial direct, fără capilare. Funcția inimii este suplinită de contractibilitatea sistemului venos, de bulbii așezați la baza arterelor aferente branhiale și de alte vase. Au lungimea de maximum 10 cm. Ele trăiesc în mări cu temperatură moderată și caldă. 
Cephalochordata este reprezentată de Leptocardii, cunoscuți anterior ca Amphioxus. Împreună cu Urochordata, Cephalochordata era considerată să formeze subîncrengătura Protochordata, dar Protochordata nu se mai utilizează, deoarece Urochordata este mai înrudită cu Vertebrata decât cu Cephalochordata (și nu alcătuia un grup strâns legat de organisme).
Caracteristicile cephalocordatelor sunt că sunt exclusiv marine, sunt segmentate, au un corp lunguieț cu un notocord care merge de-a lungul lui și că au prelungiri numite ciri care le înconjoară gura. Nu au inimă sau creier. Membrii acestei subîncrengături sunt destul de mici și nu au părți tari, ceea ce le face fosilele să fie greu de găsit și de identificat. Totuși, specii fosilizate au fost găsite în roci, precedând vertebratele. În șistul bogat în fosile de la Burgess, în Columbia Britanică, s-au găsit fosile de Pikaia gracilens. Recent, nouă cephalocordată, Yunnanozoon lividus, a fost găsită în China de sud, datând din Cambrianul târziu și este cea mai veche cephalocordată cunoscută. Cephalocordatele au multe branhii și au sexe separate.

## Filogenie
Această schemă este bazată pe studii asupra unor specii dispărute și încă existente.
|  | Asymmetron Peters 1876                                                                  |
|  |                                                                                         |
|  | \| \| Epigonichthys Andrews 1893 \| \| \| \| \| \| Branchiostoma Costa 1834 \| \| \| \| |
|  |                                                                                         |
|  | Epigonichthys Andrews 1893                                                              |
|  |                                                                                         |
|  | Branchiostoma Costa 1834                                                                |
|  |                                                                                         |

|  | Epigonichthys Andrews 1893 |
|  |                            |
|  | Branchiostoma Costa 1834   |
|  |                            |

|  | Asymmetron Peters 1876                                                                  |
|  |                                                                                         |
|  | \| \| Epigonichthys Andrews 1893 \| \| \| \| \| \| Branchiostoma Costa 1834 \| \| \| \| |
|  |                                                                                         |
|  | Epigonichthys Andrews 1893                                                              |
|  |                                                                                         |
|  | Branchiostoma Costa 1834                                                                |
|  |                                                                                         |

|  | Epigonichthys Andrews 1893 |
|  |                            |
|  | Branchiostoma Costa 1834   |
|  |                            |

|  | Asymmetron Peters 1876                                                                  |
|  |                                                                                         |
|  | \| \| Epigonichthys Andrews 1893 \| \| \| \| \| \| Branchiostoma Costa 1834 \| \| \| \| |
|  |                                                                                         |
|  | Epigonichthys Andrews 1893                                                              |
|  |                                                                                         |
|  | Branchiostoma Costa 1834                                                                |
|  |                                                                                         |

|  | Epigonichthys Andrews 1893 |
|  |                            |
|  | Branchiostoma Costa 1834   |
|  |                            |

|  | Asymmetron Peters 1876                                                                  |
|  |                                                                                         |
|  | \| \| Epigonichthys Andrews 1893 \| \| \| \| \| \| Branchiostoma Costa 1834 \| \| \| \| |
|  |                                                                                         |
|  | Epigonichthys Andrews 1893                                                              |
|  |                                                                                         |
|  | Branchiostoma Costa 1834                                                                |
|  |                                                                                         |

|  | Epigonichthys Andrews 1893 |
|  |                            |
|  | Branchiostoma Costa 1834   |
|  |                            |